# Ginzō Matsuo
Ginzō Matsuo (jap. 松尾 銀三 Matsuo Ginzō; właściwie Kōichi Matsuo (jap. 松尾 廣一 Matsuo Kōichi), ur. 26 grudnia 1951, zm. 25 sierpnia 2001) – japoński seiyū związany z agencją Aoni Production. W 1997 roku założył Gin Production. Znany był m.in. jako Ginnosuke Nohara w anime Shin-chan.
Zmarł w 2001 roku w wieku 49 lat w wyniku krwotoku podpajęczynówkowego.

## Wybrana filmografia
- Digimon Adventure – TonosamaGekomon
- Digimon Adventure 02 – TonosamaGekomon
- Digimon Tamers – Wataru Urazoe
- Dragon Ball Z – farmer (odcinek 1)
- Ghost in the Shell – starzec
- InuYasha –
  - Dziadek Higurashi,
  - Buyo
- Kidō Butōden G Gundam – Queen The Spade
- Kidō Senshi Victory Gundam – Jin Gehennam
- One Piece – Smoker
- Sailor Moon S – wicedyrektor (odcinek 97)
- Sally czarodziejka – Duch Insekta
- Shin-chan – Ginnosuke Nohara
- Szkarłatny pilot –
- The Vision of Escaflowne –
  - Kyo,
  - Rum,
  - Czarownik
- Zapiski detektywa Kindaichi –
  - zarządca (odcinek 74),
  - Tokuichi Genbu